# De l'indécence aux hommes d'accoucher les femmes
De l'indécence aux hommes d'accoucher les femmes est un traité écrit par Philippe Hecquet et paru en 1707. L'auteur, médecin célèbre en son temps, y prend une position opposée aux chirurgiens accoucheurs en exposant les raisons pour lesquelles il considère qu'il est déplacé et irraisonnable qu'un homme s'occupe d'accouchements, et que seules les femmes devraient en avoir la charge.

## Historique
Ce texte s'inscrit dans un ensemble d'écrits polémiques du XVIIIe siècle, plus particulièrement au sujet de l'obstétrique. À cette époque, les hommes de santé et les sages-femmes prennent part aux soins liés aux grossesses, et la distribution des fonctions relatives à l'accouchement fait débat. Certains médecins, comme Philippe Hecquet, pensent que l'accouchement doit être une prérogative des femmes, la présence d'un homme, aux côtés de femmes donnant naissance, étant indécente. Il considère que la présence masculine, ses regards et ses attouchements, sont grossiers. Pour Hecquet, les femmes qui font appel aux hommes de santé et aux chirurgiens accoucheurs mettent en danger leur pudeur, l'intégrité de leur vertu, et risquent de « salir et exciter (leur) imagination ».
D'autres médecins se sont opposés à la thèse de Philippe Hecquet, comme, par exemple, Guillaume Mauquest de La Motte, selon lequel la pratique des accouchements devrait être exclusivement confiée aux hommes car, selon lui, les sages-femmes seraient toutes ignorantes et inaptes à la tâche.

## Éditions modernes
- Philippe Hecquet, De l'indécence aux hommes d'accoucher les femmes, Paris, Indigo, coll. « côté femmes », 2014, 184 p. (EAN 9782352601050)